# Cate Blanchett
Catherine Élise "Cate" Blanchett (født 14. maj 1969) er en australsk Oscar- og Golden Globe-vindende skuespiller.
For sin rolle som Katharine Hepburn i filmen The Aviator vandt hun en Oscar for bedste kvindelige birolle, og modtog prisen for bedste kvindelige hovedrolle for sin præstation i Woody Allens Blue Jasmine. Ved siden af dette er hun kendt fra filmene Elizabeth, The Talented Mr. Ripley, Indiana Jones og krystalkraniets kongerige, Benjamin Buttons forunderlige liv samt hendes rolle som Galadriel i Peter Jacksons Ringenes Herre-trilogi og som Hel i Thor: Ragnarok.

## Barndom og uddannelse
Cate Blanchett er født i Melbourne, Australien og er datter af Robert Blanchett, en amerikansk søofficer, og June Blanchett, en australsk underviser. Hun er en del af søskendeflok på tre og mistede sin far i en alder af 10. Hun studerede økonomi og kunst på Melbourne Universitet, men afbrød studierne ud og blev senere optaget på National Institute of Dramatic Arts i i Sydney, Australien.

## Karriere

### 1990'erne
Cate Blanchetts første internationale filmrolle var som den australske sygeplejerske Susan Macarthy i dramaet Paradise Road fra 1997, hvor hun spillede over for Frances McDormand og Glenn Close. Samme år var hun aktuel med sin første hovedrolle i Gillian Armstrongs romantiske drama Oscar og Lucinda, hvor hun spillede over for Ralph Fiennes. Året efter fik hun endvidere succes med rollen som Dronning Elizabeth d. 1. af England i Elizabeth, bl.a. i form af sin første Oscar-nominering. Hun spillede efterfølgende over for Matt Damon i The Talented Mr. Ripley og Den ideelle mand over for Julianne Moore.

### 2000'erne
I 2001 spillede hun for første gang rollen som Galadriel i Peter Jacksons Ringenes Herre - Eventyret om Ringen, en rolle hun har haft i de efterfølgende film i serien. Hun vandt sin første Oscar for bedste kvindelige birolle for sit portræt af skuespillerinden Katharine Hepburn i Martin Scorseses The Aviator i 2004. Hun blev efterfølgende nomineret i samme kategori for filmen Notes on a Scandal i 2007, mens hun modtog to nomineringer i 2008 for henholdsvis sin hovedrolle i Elizabeth: The Golden Age og sin birolle i Bob Dylan-biografien I’m Not There. I 2008 fik hun kommerciel succes med skurkerollen i Steven Spielbergs Indiana Jones & Krystalkraniets Kongerige, og spillede over for Brad Pitt i David Finchers Benjamin Buttons forunderlige liv.
I 2007 blev hun kreativ direktør for det australske teaterselskab Sydney Theatre Company.

### 2010'erne
I starten af årtiet prioriterede Blanchett arbejdet i den australske teaterbranche, men vendte tilbage til filmen med en hovedrolle i Woody Allens drama Blue Jasmine over for Sally Hawkins og Alec Baldwin. I 2015 var hun aktuel med Todd Haynes romantiske drama Carol over for Rooney Mara. Hun blev Oscar-nomineret til bedste kvindelige hovedrolle for sin præstation i begge film - og modtog prisen for Blue Jasmine.
Hun var også aktuel med flere kulørte roller, heriblandt stedmoderen i Kenneth Branaghs Eventyret om Askepot og som den nordiske gudinde Hel i Taiki Waititis superhelte film Thor: Ragnarok.

### 2020'erne
I juni 2025 havde hun en birolle i Squid Game - sæson 3. Hun spillede den amerikanske version af "The Recruiter", som inviterer folk ind i spillene.

## Filmografi
| År   | Film                                       | Rolle                       | Bemærkninger |
| ---- | ------------------------------------------ | --------------------------- | --- |
| 1994 | Police Rescue: The Movie                   | Vivian                      | |
| 1996 | Parklands                                  | Rosie                       | |
| 1997 | Oscar and Lucinda                          | Lucinda Leplastrier         | Nomineret - Australian Film Institute Award: "Best Lead Actress" |
| 1997 | Thank God He Met Lizzie                    | Lizzie                      | Australian Film Institute Award: "Best Supporting Actress" |
| 1997 | Paradise Road                              | Susan Macarthy              | |
| 1998 | Elizabeth                                  | Elizabeth 1. af England     | Vandt - Golden Globe: "Best Actress - Motion Picture Drama" Vandt - BAFTA Award: "Best Actress in a Leading Role" Nomineret - Oscar: "Best Actress" Nomineret - SAG Award: "Best Actress in a Leading Role" |
| 1999 | Bangers                                    | Julie-Anne                  | |
| 1999 | The Talented Mr. Ripley                    | Meredith Logue              | Nomineret - BAFTA Award: "Best Actress in a Supporting Role" |
| 1999 | Pushing Tin                                | Connie Falzone              | |
| 1999 | Den ideelle mand                           | Lady Gertrude Chiltern      | |
| 2000 | The Gift                                   | Annabelle "Annie" Wilson    | |
| 2000 | The Man Who Cried                          | Lola                        | |
| 2001 | The Shipping News                          | Petal Quoyle                | |
| 2001 | Charlotte Gray                             | Charlotte Gray              | |
| 2001 | Ringenes Herre - Eventyret om Ringen       | Galadriel                   | Nomineret - SAG Award: "Outstanding Performance by a Cast" |
| 2001 | Bandits                                    | Kate Wheeler                | Nomineret - Golden Globe: "Best Actress - Comedy or Musical" Nominated - SAG Award: "Best Actress in a Supporting Role" |
| 2002 | Ringenes Herre - De to Tårne               | Galadriel                   | Nomineret - SAG Award: "Outstanding Performance by a Cast" |
| 2002 | Heaven                                     | Philippa                    | |
| 2003 | Ringenes Herre - Kongen vender tilbage     | Galadriel                   | Vandt - SAG Award: "Outstanding Performance by a Cast" |
| 2003 | The Missing                                | Magdalena 'Maggie' Gilkeson | |
| 2003 | Coffee and Cigarettes                      | Hende selv & Shelly         | |
| 2003 | Veronica Guerin                            | Veronica Guerin             | Nomineret - Golden Globe: "Best Actress - Drama" |
| 2004 | The Life Aquatic with Steve Zissou         | Jane Winslett-Richardson    | |
| 2004 | The Aviator                                | Katharine Hepburn           | Vandt - Oscar: "Best Supporting Actress" Vandt - BAFTA Award: "Best Performance by an Actress in a Supporting Role" Vandt - SAG Award: "Best Supporting Actress" Nomineret - Golden Globe: "Best Supporting Actress" |
| 2005 | Little Fish                                | Tracy Heart                 | Vandt - Australian Film Institute Award: "Best Lead Actress" |
| 2006 | Babel                                      | Susan Jones                 | Nomineret - SAG Award: "Outstanding Performance by a Cast" |
| 2006 | The Good German                            | Lena Brandt                 | |
| 2006 | Notes on a Scandal                         | Sheba Hart                  | Nomineret- Oscar: Best Supporting Actress Nomineret - Golden Globe: "Best Supporting Actress" Nomineret - SAG Award: "Best Supporting Actress" |
| 2007 | Hot Fuzz                                   | Janine                      | |
| 2007 | Elizabeth: The Golden Age                  | Queen Elizabeth I           | Nomineret - Oscar: Best Actress Nomineret - Golden Globe: "Best Actress - Drama" Nomineret - SAG Award: "Best Actress in a Leading Role" Nomineret - BAFTA Award: "Best Actress in a Leading Role" |
| 2007 | I'm Not There                              | Jude Quinn (Bob Dylan)      | Vandt - Venice Film Festival (Volpi Cup): "Best Actress" Vandt - Golden Globe: "Best Supporting Actress" Vandt - Independent Spirit Award: "Best Supporting Actress" Nomineret - Oscar: "Best Supporting Actress" Nomineret - SAG Award: "Best Supporting Actress" Nomineret - BAFTA Award: 2Best Actress in a Supporting Role" |
| 2008 | Indiana Jones og krystalkraniets kongerige | Agent Irina Spalko          | |
| 2008 | Benjamin Buttons forunderlige liv          | Daisy                       | |
| 2010 | Robin Hood                                 | Marion Loxley               | |
| 2011 | Hanna                                      | Marissa Wiegler             | |
| 2012 | Hobbitten: En uventet rejse                | Galadriel                   | |
| 2013 | Blue Jasmine                               | Jasmine                     | Vandt - Oscar: Bedste Kvindelige Hovedrolle |
| 2013 | Hobbitten: Dragen Smaugs ødemark           | Galadriel                   | |
| 2014 | Monumenternes mænd                         | Claire Simone               | |
| 2014 | Sådan træner du din drage 2                | Valka (stemme)              | |
| 2014 | Hobbitten: Femhæreslaget                   | Galadriel                   | |
| 2015 | Eventyret om Askepot                       | Stedmor                     | |
| 2015 | Knight of Cups                             | Nancy                       | |
| 2015 | Truth                                      | Mary Mapes                  | |
| 2015 | Carol                                      | Carol                       | |
| 2017 | Song to Song                               | Amanda                      | |
| 2017 | Thor: Ragnarok                             | Hel                         | |
| 2018 | Ocean's 8                                  | Lou                         | |
| 2018 | The House with a Clock in its Walls        | Florence                    | |
| 2018 | Mowgli                                     | Kaa (stemme)                | |
| 2019 | Sådan træner du din drage 3                | Valka (stemme)              | |
| 2019 | Where'd You Go, Bernadette                 | Bernadette                  | |